# Tőrlevelű pálmaliliom
A tőrlevelű pálmaliliom (Yucca aloifolia) az egyszikűek (Liliopsida) osztályának spárgavirágúak (Asparagales) rendjébe, ezen belül a spárgafélék (Asparagaceae) családjába tartozó faj.

## Előfordulása
A tőrlevelű pálmaliliom előfordulási területe az Amerikai Egyesült Államok Texastól kezdve, keletre egészen Floridáig és északkeletre egészen Virginiáig, valamint Mexikó déli része és Bermuda.
Kedvelt dísznövényként betelepítették a Karib-térség, Dél-Amerikába Bolíviától délre egészen Brazília déli, illetve Argentína északi részéig, továbbá az Ibériai-félszigetre, Dél-Afrikába, Pakisztánba és Ausztrália keleti felébe.

## Megjelenése
Az egyenesen felálló törzse 150-610 centiméter magas és 7,6-12,7 centiméter átmérőjű. Az átlagosan 61 centiméter hosszú és vékony levelei hegyesek és tőrszerűek; innen ered a neve. A virágos szára is 61 centiméter hosszú, míg a lila mintás fehér virágai nagyok 12,7 centiméter átmérőjűek. A termése húsos és általában 5 centiméter hosszú.

## Képek

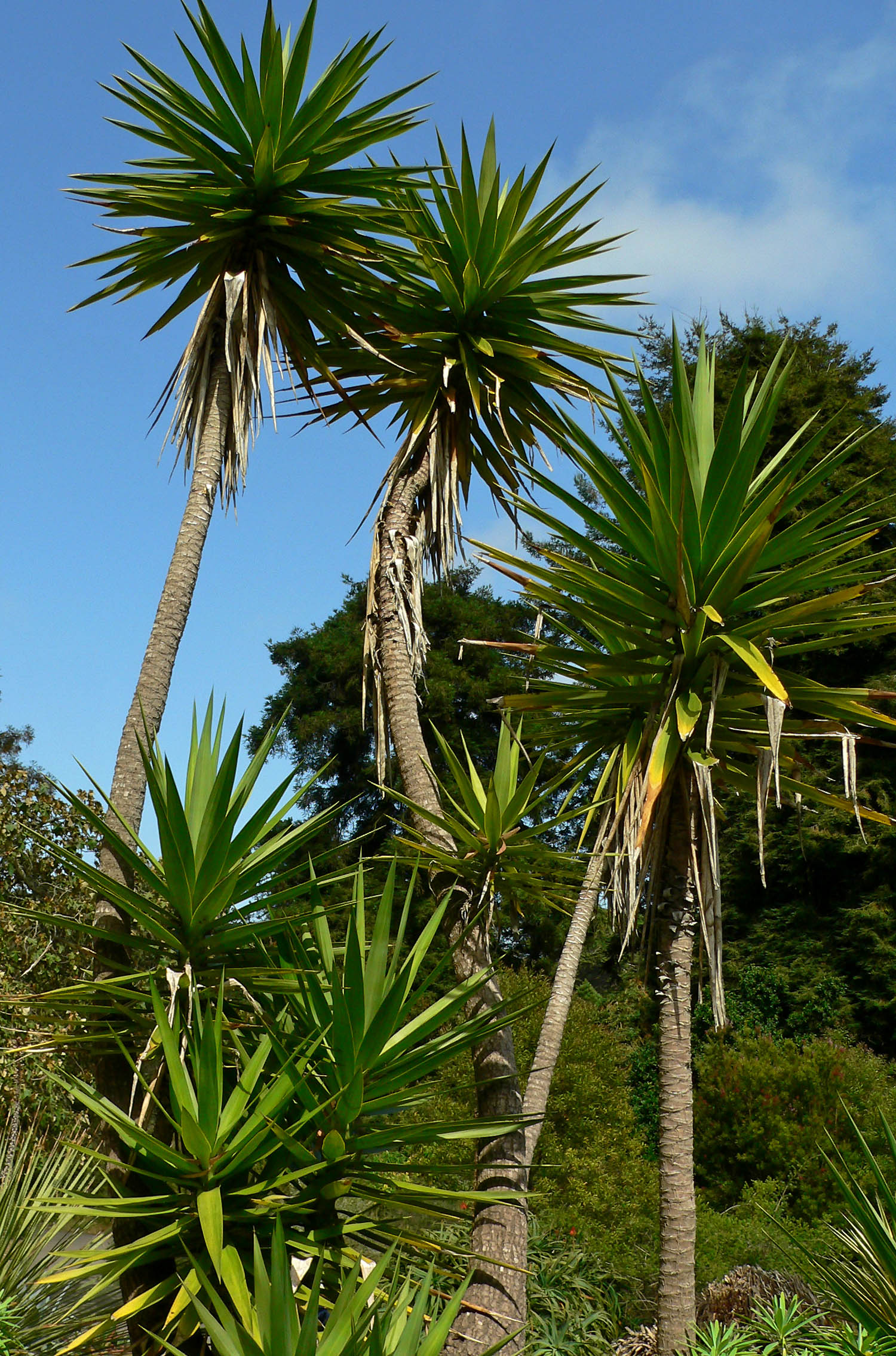
Botanikus
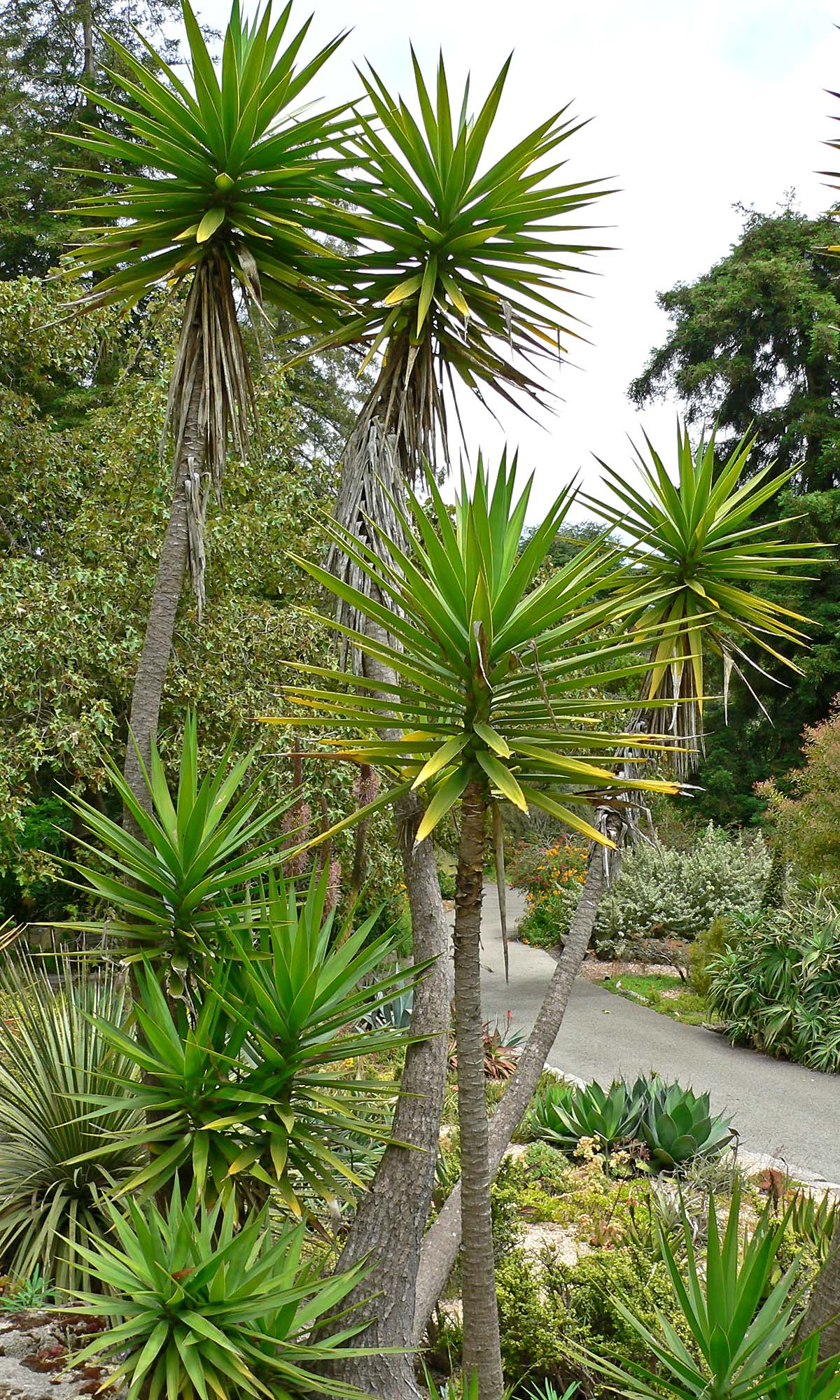
kertekben
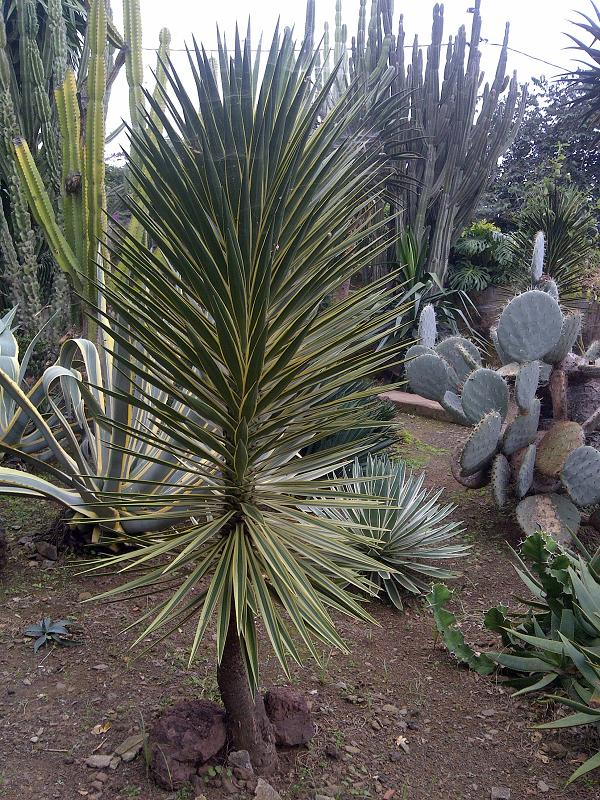
A termesztett 'Variegata'
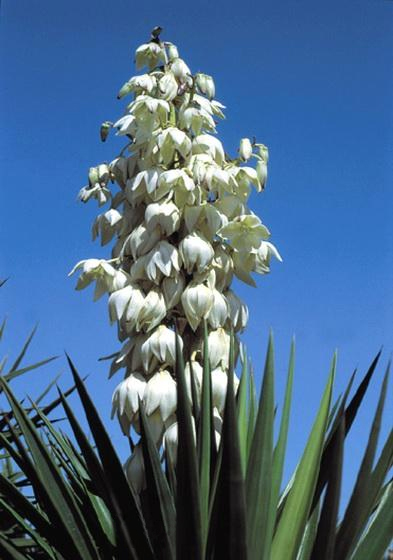
A virágai
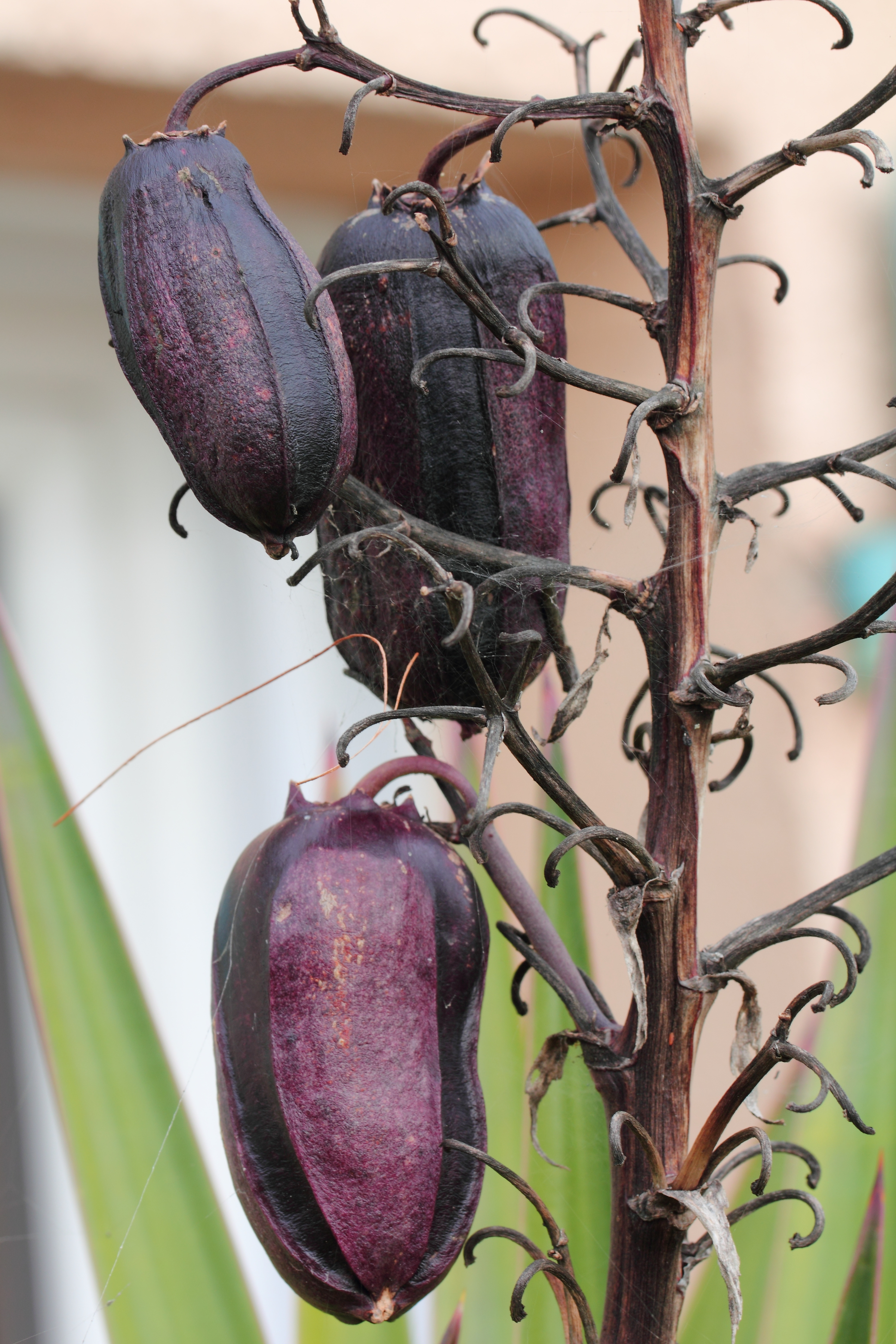
és termései